# Левинсон-Лессинг, Франц Юльевич
Франц Ю́льевич Левинсо́н-Ле́ссинг (25 февраля [9 марта] 1861, Санкт-Петербург — 25 октября 1939, Ленинград) — русский и советский геолог, петрограф и организатор науки, академик АН СССР (1925). Заслуженный деятель науки Армянской ССР.

## Биография
Родился в Санкт-Петербурге в семье врача 25 февраля (9 марта) 1861 года.
В 1879 году окончил с серебряной медалью классическую 3-ю Санкт-Петербургскую гимназию. Уже тогда свободно владел тремя европейскими языками.
В мае 1883 года с золотой медалью, полученной за реферат по минералогии под названием: «Продукты выветривания и изменение главнейших минералов из группы полевых шпатов, авгитов и роговых обманок», и степенью кандидата естественных наук окончил физико-математический факультет Санкт-Петербургского университета. Был оставлен в университете для подготовки к профессорскому званию. Занимался геологией у профессора А. А. Иностранцева и минералогией у профессора В. В. Докучаева.
В 1886 году — консерватор Геологического кабинета в Санкт-Петербургском университете.
В 1888 году защитил диссертацию на степень магистра минералогии и геогнозии под названием: «Олонецкая диабазовая формация». Спустя 10 лет, 12 апреля 1898 года, защитил докторскую диссертацию на степень доктора под названием: «Исследования по теоретической петрографии в связи с изучением изверженных пород Центрального Кавказа».

### Преподавательская деятельность
В 1889—1892 годах, защитив магистерскую диссертацию, в качестве приват-доцента физико-математического факультета Санкт-Петербургского университета приступил к чтению лекций по петрографической минералогии и по петрографии.
В январе 1892 года назначен экстраординарным профессором по кафедре минералогии Дерптского университета. В сентябре 1896 года избран ординарным профессором Юрьевского университета, но только в июле 1898 года, после защиты докторской диссертации, был утверждён в этой должности.
В 1892—1902 годах возглавлял кафедру минералогии в Дерптском (Юрьевском, Тартуском) университете; первоначально читал курсы по кристаллографии, минералогии, геологии (затем петрографии), а после разделения кафедры на две профессуры в 1896 году, читал лекции и проводил практические занятия по кристаллографии, минералогии и петрографии. Одновременно, на медицинском факультете читал краткий курс основ геологии. С апреля 1893 года по август 1899 года исполнял обязанности декана физико-математического факультета.
В 1902—1930 годах — заведующий кафедрой геологии и минералогии металлургического факультета Политехнического института; с 1906 года — декан металлургического факультета. 8 октября 1919 года был арестован; освобождён 5 ноября 1919 года по ходатайству А. А. Карпинского, В. А. Стеклова и А. А. Шахматова к Г. Е. Зиновьеву. В 1919—1920 годах исполнял обязанности декана химического факультета Политехнического института, а в 1921/1922 академическом году был заместителем декана физико-математического факультета.
С 1902 года читал курс петрографии в Санкт-Петербургском университете; с 1921 года возглавлял кафедру петрографии университета.
Кроме того, в 1902—1920 годах заведовал кафедрой геологии на Бестужевских курсах.
С 6 апреля 1914 года — действительный статский советник. Был награждён орденами Св. Анны 2-й степени (1904) и Св. Владимира 4-й степени (1910).

### Научная работа
В 1885—1887 годах занимался исследованием геологии и петрографии в Олонецкой губернии.
В 1886 году занял должность консерватора геологического кабинета Санкт-Петербургского университета.
Участвовал в Нижегородской и Полтавской комплексных экспедициях В. В. Докучаева (Докучаевская школа почвоведения).
Был непременным участником сессий Международного геологического конгресса (МГК), выступал с докладами и инициативой объединения учёных разных стран в области изучения состава горных пород. На 8-й сессии МГК (Париж, 1900) было принято решение издать в трудах Конгресса Петрографический словарь, составленный Ф. Ю. Левинсон-Лессингом.
В 1919 году избран петрографом Геологического комитета.
В 1919—1923 годах — Председатель отделения геологии, минералогии и агрономии Петроградского университета.
Научные достижения:
- 1888 — Одним из первых приступил к определению возраста изверженных пород (эффузивы)
- 1891 — Опубликовал «Таблицы для микроскопического определения породообразующих минералов»
- 1897 — Разработал химическую классификацию изверженных пород. Впервые представил на VII сессии Международного геологического конгресса (МГК), проходившей в Москве в 1897 году.
- 1897 — Разработка международной петрографической номенклатуры (Петрографические словари)[13]
- 1902 — Практическая петрография (Петрургия) — лабораторные опыты и разработка промышленных технологий
- 1925 — Учение о дифференциации магмы, и основное в петрографии понятие — Петрографическая формация
- Исследования по истории петрографии и других наук
- Создатель первой в России лаборатории экспериментальной петрографии (петрургия).

Руководил комиссиями и ведущими организациями АН СССР:
- 1917—1926 — Председатель почвенного отдела и Отдела каменных строительных материалов в Комиссии по изучению естественных производительных сил (КЕПС)
- 1919 — Избран петрографом Геологического комитета
- 1925 — Почвенный институт КЕПС
- 1925 — директор Геологического музея имени Петра Великого АН СССР
- 1926 — председатель комиссии по изучению Якутской АССР (КЯР)
- 1926—1927 — председатель Совета Горно-металлургической лаборатории Института прикладной минералогии и петрографии
- 1926—1932 — руководитель Закавказской комиссии АН СССР
- 1927—1929 — директор Почвенного института им. В. В. Докучаева[14]
- 1927 — секретарь, а в 1929—1932— председатель Комиссии по изучению четвертичного периода (КЧ)[15]
- 1930—1937 — директор Петрографического института (ПЕТРИН).
- 1930—1933 — организация создания Закавказского филиала АН СССР,
- 1933—1937 — председатель Азербайджанского и Армянского филиалов АН СССР.
- 1933—1939 — Комиссия по комплексному изучению Каспийского моря
- 1935 — организация вулканологической станции на Камчатке[16][17].
- 1935—1937 — председатель Армянского филиала АН СССР[18]
- 1936 — научный руководитель Сванетской экспедиции
- 1936—1939 — директор Института земной коры при Ленинградском университете.

### Последние годы жизни
Ф. Ю. Левинсон-Лессинг скончался от последствий простуды в ночь с 24 на 25 октября 1939 года в Ленинграде; похоронен на Литераторских мостках (Академический участок).

## Членство в организациях и звания
- 1899 год — иностранный корреспондент, а с 1914 года — член Геологического общества Лондона
- 1914 год — член-корреспондент Петербургской академии наук — Российской академии наук, а с 1925 года — действительный член Академии наук СССР
- 1916 год — почётный член Российского минералогического общества[22]
- 1926 год — иностранный корреспондент Геологического общества Америки
- иностранный член Геологического общества Бельгии.
- 19?? — Заслуженный деятель науки Армянской ССР.

## Память

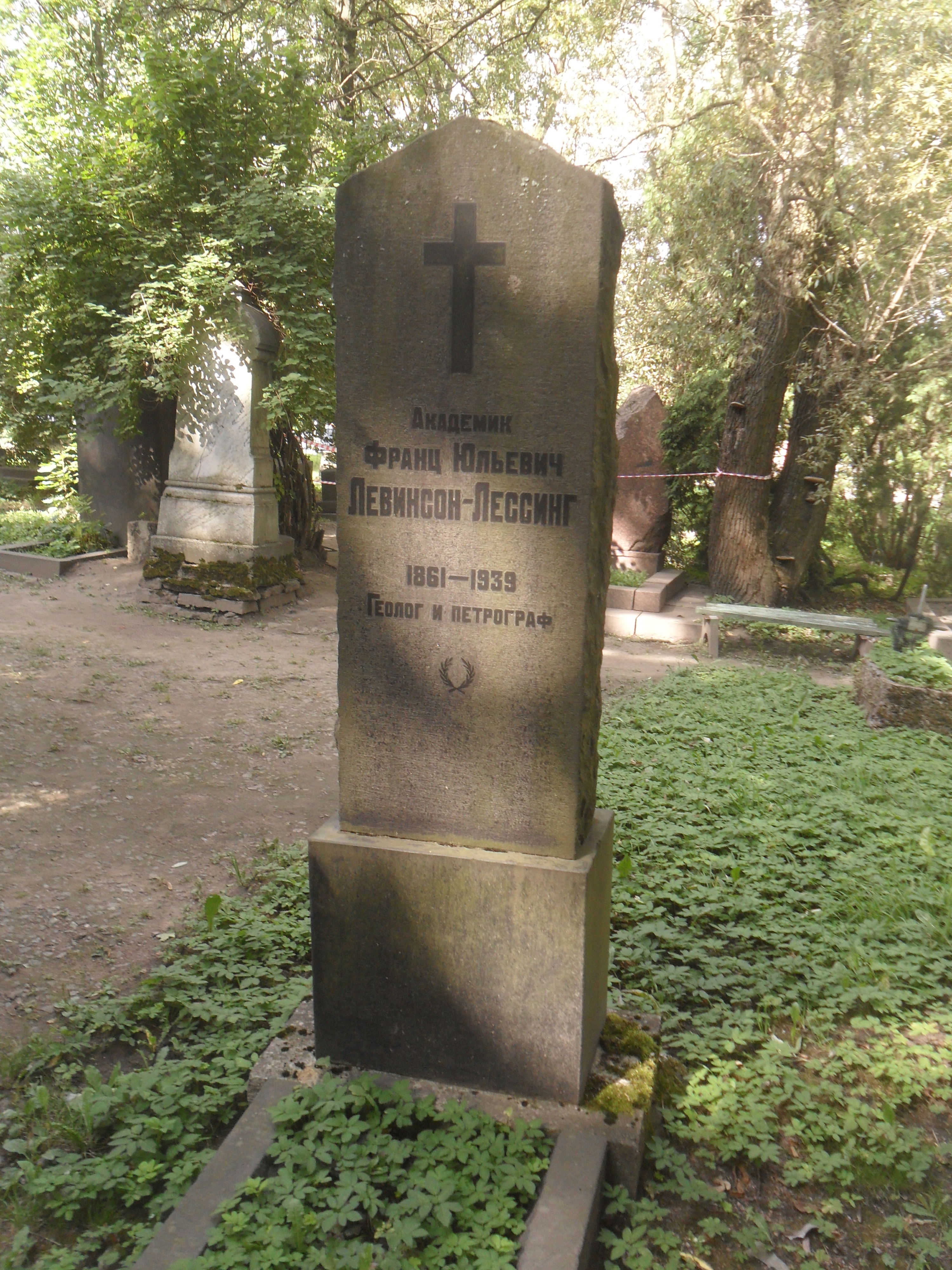
Могила Левинсон-Лессинга на Литераторских мостках

На фасаде Дома академиков в Петербурге (7-я линия Васильевского острова, 2/1, лит. А) установлена мемориальная доска в память об учёном.
В честь Левинсон-Лессинга названы (в том числе при жизни):
Географические названия:
- мыс на полуострове Таймыр (1926 г.)
- озеро Левинсон-Лессинга на полуострове Таймыр[24]
- Лессинг-Лич — «озеро Лессинга» на горе Арагац, область Тавуш, Армения[25]
- хребет и вулкан на Курильских островах
- вулкан на Кельском вулканическом плато (другое название — Шерхота)
- скала горного массива Кара-Даг
- остров в бухте Паландера в архипелаге Норденшельда (1933 г.)[26]
- гора на о. Большевик (Северная Земля) (1950-е гг.)[27]

Организации:
- Петрографический институт АН СССР — постановлением Общего собрания АН СССР в честь 50-летнего юбилея научной деятельности Левинсон-Лессинга (1934 г.)
- Научно-исследовательский институт земной коры при Санкт-Петербургском государственном университете

Минералы:
- лессингит[28] — минерал из класса силикатов (описан в 1929 году[29])

Ископаемые организмы:
- Myophorella (Myoporella) loewinson-lessingi (Renngarten, 1926) — класс двустворчатых моллюсков, нижний мел Кавказа
- Nerinea loevinson-lessingi (Pčelincev, 1931) — класс брюхоногих моллюсков, верхняя юра Крыма
- Kochiproductus loevinson-lessingi (Zavodowsky, 1970) — класс замковых брахиопод, нижняя пермь Северо-Восточной России.

Прочее:
- Премия имени Ф. Ю. Левинсон-Лессинга — премия за выдающиеся научные работы в области петрографии. Учреждена АН СССР 4 августа 1949 года, присуждается раз в 3 года.

## Семья

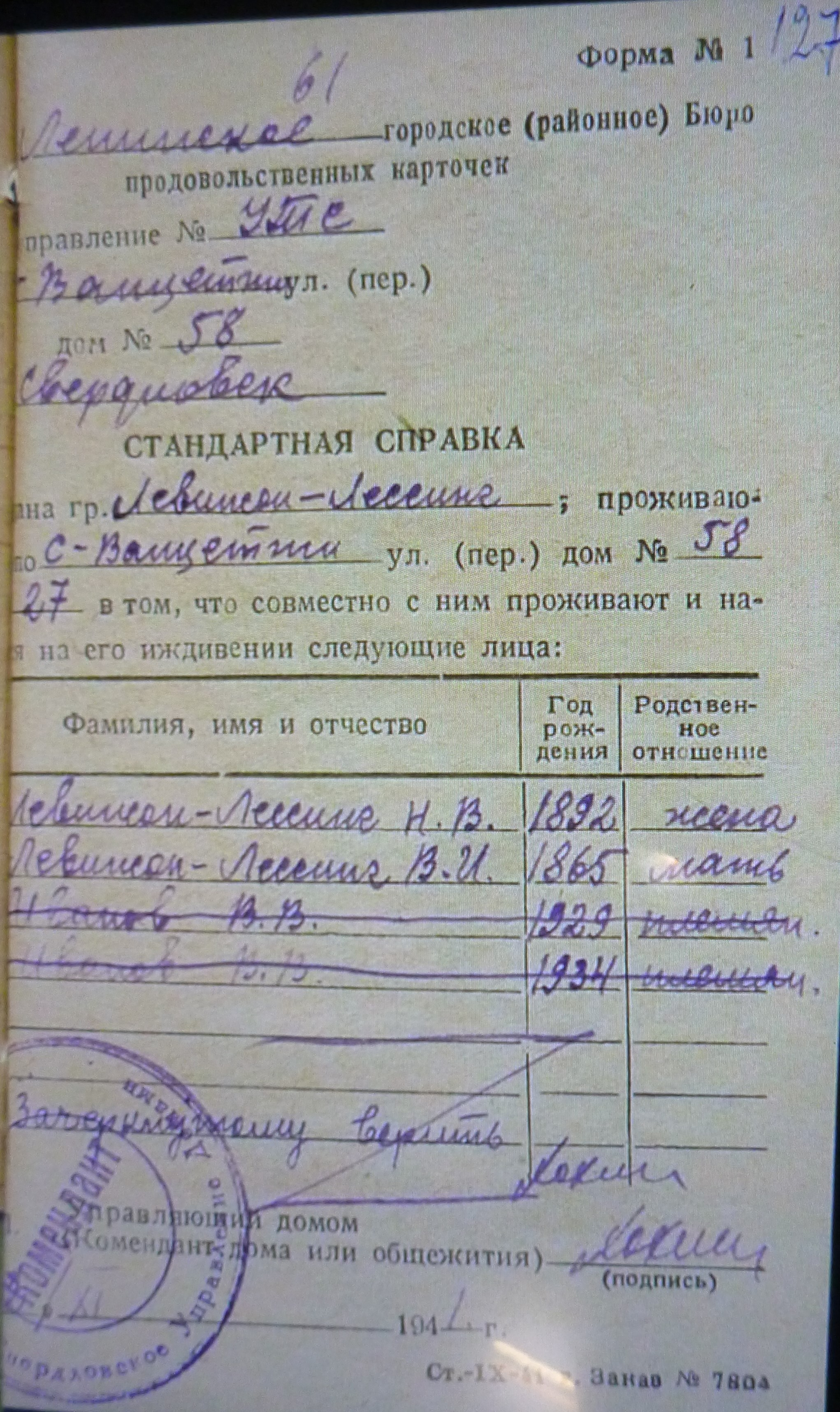
Справка о проживании вдовы Левинсона-Лессинга и его сына Владимира в Свердловске в сентябре 1941 года (с указанием годов рождения)

- Отец — доктор медицины Юлий Дмитриевич (Юлиус Давидович) Левинсон-Лессинг (10 декабря 1832, Рига — 19 мая 1897, Петербург) — выпускник Дерптского университета (1856), служивший в Дерптском уезде, впоследствии — старший врач Мариинской больницы для бедных в Санкт-Петербурге. 18 апреля 1861 года Юлий Дмитриевич Левинсон-Лессинг получил назначение в Санкт-Петербург, куда переехала вся семья. Принял христианство[34][35][36][37].
- Мать — Елизавета Иосифовна Бер (18?? — 16 ноября 1913)[38].
- Бабушка и дедушка — Розалия Левен и Давид Левинсон-Лессинг — происходили из Риги[39].
- Сёстры — Левинсон-Лессинг, Ольга Юльевна (1876 — после 1928), библиограф, научный работник Публичной библиотеки. Другая сестра была замужем за известным адвокатом и еврейским общественным деятелем, гласным Петербургской городской Думы Эммануилом Борисовичем Банком (1839—1891)[40]. Их сын (племянник Ф. Ю. Левинсона-Лессинга) — Владимир Эммануилович Банк (1876—1942), историк-медиевист, библиотековед и библиограф, учёный секретарь Публичной библиотеки.

Жена — Варвара Ипполитовна Левинсон-Лессинг (в девичестве — Тарновская; 1868—?). В справке о проживании в Свердловске указано, что Варвара Ипполитовна была 1865 года рождения и была жива в сентябре 1941 года. Дочь акушера-гинеколога, тайного советника Ипполита Михайловича Тарновского (1833—1899), директора Надеждинского родовспомогательного заведения, и педагога Варвары Павловны Тарновской (урожд. Зурова, 1844—1913); племянница венеролога В. М. Тарновского, внучка генерал-лейтенанта Павла Антиоховича Зурова (ум. 1870, брата сенатора Е. А. Зурова) .
- Сын — Левинсон-Лессинг, Владимир Францевич (1893—1972)[43] — советский искусствовед и музейный работник, профессор, автор книг «Снейдерс и фламандский натюрморт» (1926) и «История картинной галереи Эрмитажа (1764—1917)» (1986). В годы Великой Отечественной войны заведовал эвакуированным в Свердловск филиалом Государственного Эрмитажа[44].

## Адреса в Ленинграде
1929—1939 — Дом академиков: 7-я линия Васильевского острова, 2/1, лит. А.